# حسن المنيعي
حسن المنيعي (17 أغسطس 1941 - 13 نوفمبر 2020)، هو كاتب مغربي معاصر متخصص في مجال المسرح والنقد الأدبي، يُلقبه العديد من تلامذته وحتى مجايليه ب”أستاذ الأجيال” نظرا لدوره الكبير في التأسيس للدرس المسرحي بالجامعات المغربية.

## حياته
ولد بمدينة مكناس يوم 17 غشت سنة 1941. تابع دراسته العليا بكلية الآداب والعلوم الإنسانية بالرباط، حيث حصل على الإجازة في الأدب العربي سنة 1961 وعلى شهادة الدروس المعمقة في الأدب المقارن عام 1963. التحق باتحاد كتاب المغرب سنة 1968، التحق بجامعة السوربون وحصل على دكتوراه السلك الثالث سنة 1970، كما أحرز على دكتوراه الدولة سنة 1983 من الجامعة نفسها. يشتغل أستاذا بكلية الآداب والعلوم الإنسانية بفاس (ظهر المهراز).

## وفاته
توفي يوم الجمعة 13 نونبر 2020 بمدينة مكناس عن سن يناهز 79 عاما.

## من مؤلفاته
بدأ النشر عام 1963 بجريدة «العلم». له كتابات في المسرح والنقد الأدبي بالإضافة إلى إسهاماته في الترجمة. نشر أعماله بالاتحاد الاشتراكي، آفاق، أقلام، الأقلام (العراق)، الآداب (لبنان)، دراسات أدبية، الوحدة…
نشر الدارسات الآتية:
- أبحاث في المسرح المغربي، مكناس، مطبعة صوت مكناس، 1974، 182ص. (ط.2، منشورات الزمن، الرباط، 2001.) والكتاب في الأصل رسالة لنيل دكتوراه السلك الثالث، أعدها تحت إشراف شارل بلا، ونوقشت بتاريخ 2 نونبر 1970 بجامعة السوربون.[2]
- التراجيديا كنموذج، البيضاء، دار الثقافة، 1975.
- آفاق مغربية، مكناس، المطبعة الوطنية، 1981.
- نفحات عن الأدب والفن، بيروت، دار الآفاق الجديدة، 1981.[3]
- هنا المسرح العربي، هنا بعض تجلياته، مكناس، منشورات السفير، 1990.[4]
- المسرح والارتجال، البيضاء، عيون المقالات، 1991.[5]
- المسرح المغربي [من التأسيس إلى صناعة الفرجة]، منشورات كلية الآداب والعلوم الإنسانية - ظهر المهراز، فاس، 1994.[6]
- المسرح والسيميولوجيا، منشورات سليكي إخوان، طنجة، 1995.
- دراسات في النقد الحديث، مطبعة سندي، مكناس، 1995.
- الجسد في المسرح، مطبعة سندي، مكناس، 1996.
- قراءة في الرواية،  مطبعة سندي، مكناس، 1997.